# چشنیو، وئیودشیپ پودکارپککی
چشنیو، وئیودشیپ پودکارپککی (به لاتین: Trześniów, Podkarpackie Voivodeship) یک روستای لهستان در لهستان است که در Gmina Haczów واقع شده‌است.

## خصوصیات
چشنیو ۱٬۳۰۰ نفر جمعیت دارد.